# Kamil Kajetaniak
Kamil Kajetaniak (ur. 19 kwietnia 1987 w Łodzi) – polski futsalista, bramkarz, zawodnik AZS-u UW Warszawa.

## Kariera klubowa
Kamil Kajetaniak jest wychowankiem Hurtapu Łęczyca. Później był zawodnikiem kilku polskich klubów z niższych lig piłki nożnej. W sezonie 2013/2014 grał w szkockim Dundee Futsal Club, w którym wystąpił w dwudziestu pięciu meczach i strzelił dwie bramki oraz został wybrany najlepszym zawodnikiem drużyny. W pierwszej rundzie następnego sezonu występował w drużynie Mistrza Szkocji - Perth Saltires. Na początku sezonu wystąpił w turnieju "Preeliminary round" UEFA Futsal Cup, który odbywał się w Bielsku-Białej. Jego klub rywalizował z Rekordem Bielsko-Biała, FS Ilves Tampere i FK Lokomotyvasem Radziwiliszki. W 2015 roku został zawodnikiem hiszpańskiego Futbol Sala Sant Cugat. Kajetaniak trenuje także z Marfil Santa Coloma, który występuje w Primera División. Przed sezonem 2015/2016 był testowany przez występujący w ekstraklasie klub Red Devils Chojnice, ostatecznie jednak nie przekonał do siebie trenerów i został zawodnikiem pierwszoligowego AZS-u UW Warszawa.